# Tuk Jakova
Tuk Jakova (ur. 20 września 1914 w Szkodrze, zm. 27 sierpnia 1959 w Tiranie) – albański komunista i więzień polityczny.

## Życiorys
Pochodził z rodziny rzemieślniczej, był najstarszym z czwórki synów zegarmistrza Marka Jakovy i Lucie. Pochodził z rodziny katolickiej, w młodości pracował jako cieśla. W latach 30. działał w szkoderskiej grupie komunistycznej, kierowanej przez Zefa Malaja. Za swoją działalność był aresztowany i w lutym 1939 skazany na cztery lata więzienia. W listopadzie 1941 należał do grona założycieli Komunistycznej Partii Albanii i znalazł się w Komitecie Centralnym KPA, pełniąc funkcję sekretarza organizacyjnego. W czasie wojny pełnił funkcję komisarza politycznego w I Brygadzie Uderzeniowej Armii Wyzwolenia Narodowego, a następnie w III Korpusie AWN. Pod koniec wojny awansował na pułkownika, był członkiem Biura Politycznego partii i deputowanym do podziemnego parlamentu, a następnie do Zgromadzenia Ludowego. W 1946 przez kilka miesięcy pełnił funkcję przewodniczącego Zgromadzenia. W tym czasie kierował albańskimi związkami zawodowymi (Bashkimi Sindikal i Shqipërisë). W latach 1948–1953 był wicepremierem. W imieniu władz komunistycznych prowadził rozmowy z duchowieństwem katolickim na temat statusu Kościoła katolickiego w Albanii.
W 1951 został usunięty z Biura Politycznego Albańskiej Partii Pracy i poddany krytyce na II zjeździe partii w listopadzie 1952 za sceptyczny stosunek do walki klas. Przyczyną jego usunięcia mógł być sprzeciw wobec uznania kilku funkcjonariuszy partii za wrogów ludu, a którzy w przekonaniu Jakovy nie zasługiwali na to miano. W 1953 objął stanowisko ministra finansów w rządzie kierowanym przez Envera Hodżę. W 1955 został usunięty z KC partii, pozbawiony mandatu deputowanego i poddany represjom. Oskarżony o działalność na rzecz Jugosławii w listopadzie 1955 wraz z matką, żoną i bratem został internowany w Beracie, a w 1957 przeniesiony do Kaniny k. Wlory. 17 kwietnia 1958 został oddzielony od rodziny, którą internowano w Gramshu, a Tuk Jakova trafił do więzienia w Tiranie. Stanął przed sądem, który 18 kwietnia 1958 skazał go na dwadzieścia lat więzienia i konfiskatę majątku za zdradę ojczyzny i uprawianie wrogiej propagandy. W 1959 zmarł w szpitalu więziennym w Tiranie, z powodu ostrego zapalenia wyrostka robaczkowego.
Był żonaty (żonę Mitę poślubił w grudniu 1944), miał czworo dzieci (dwóch synów i dwie córki). W 1999 ukazała się korespondencja Tuka i Mity Jakova z okresu jego uwięzienia pt. Letërkëmbim i dhimbshëm 1957-1959 (w opracowaniu Sadije Agolli). Imię Tuka Jakovy noszą ulice w tirańskiej dzielnicy Babrruje i w Kamzie.